# Нікулкіна
Ніку́лкіна (рос. Никулкина) — присілок у складі Кондінського району Ханти-Мансійського автономного округу Тюменської області, Росія. Входить до складу Кондінського міського поселення.
Населення — 22 особи (2010, 71 у 2002).
Національний склад станом на 2002 рік: мансі — 76 %.
Стара назва — Нікулькіно.